# 寛喜
寛喜 (かんぎ、かんき、旧字体：寛󠄁喜)は、日本の元号の一つ。安貞の後、貞永の前。1229年から1232年までの期間を指す。この時代の天皇は後堀河天皇。鎌倉幕府将軍は藤原頼経、執権は北条泰時。

## 改元
- 安貞3年3月5日（ユリウス暦1229年3月31日）：天災・飢饉のため改元。
- 寛喜4年4月2日（ユリウス暦1232年4月23日）：貞永に改元。

## 寛喜期におきた出来事
2年-3年
- 寛喜の飢饉。

2年
- 6月9日：寒冷による大凶作に際し幕府が徳政を行う。

3年
- 6月6日：幕府から、各地の地頭たちが慣行としていた難破船の略奪を禁止する法令『海路往反の船の事』が出される[1]。
- 10月11日：出家していた土御門上皇、阿波国で崩御。

## 西暦との対照表
※は小の月を示す。
| 寛喜元年（己丑） | 一月      | 二月※   | 三月※ | 四月  | 五月※ | 六月※ | 七月  | 八月※ | 九月  | 十月    | 十一月  | 十二月※ |           |
| ---------------- | --------- | ------- | ----- | ----- | ----- | ----- | ----- | ----- | ----- | ------- | ------- | ------- | --------- |
| ユリウス暦       | 1229/1/27 | 2/26    | 3/27  | 4/25  | 5/25  | 6/23  | 7/22  | 8/21  | 9/19  | 10/19   | 11/18   | 12/18   |           |
| 寛喜二年（庚寅） | 一月      | 閏一月※ | 二月  | 三月※ | 四月  | 五月※ | 六月※ | 七月  | 八月※ | 九月    | 十月※   | 十一月  | 十二月    |
| ユリウス暦       | 1230/1/16 | 2/15    | 3/16  | 4/15  | 5/14  | 6/13  | 7/12  | 8/10  | 9/9   | 10/8    | 11/7    | 12/6    | 1231/1/5  |
| 寛喜三年（辛卯） | 一月      | 二月※   | 三月  | 四月※ | 五月  | 六月※ | 七月※ | 八月  | 九月※ | 十月    | 十一月※ | 十二月  |           |
| ユリウス暦       | 1231/2/4  | 3/6     | 4/4   | 5/4   | 6/2   | 7/2   | 7/31  | 8/29  | 9/28  | 10/27   | 11/26   | 12/25   |           |
| 寛喜四年（壬辰） | 一月      | 二月    | 三月※ | 四月  | 五月※ | 六月  | 七月※ | 八月※ | 九月  | 閏九月※ | 十月    | 十一月※ | 十二月    |
| ユリウス暦       | 1232/1/24 | 2/23    | 3/24  | 4/22  | 5/22  | 6/20  | 7/20  | 8/18  | 9/16  | 10/16   | 11/14   | 12/14   | 1233/1/12 |